# Bijou (roman)
Pour les articles homonymes, voir Bijou (homonymie).
Bijou  est un roman écrit par Gyp en 1896. Le roman est édité dans la collection Nelson et Calmann-Lévy.

## Résumé de l’œuvre
L'histoire se passe à la campagne, Bijou est le surnom de Denyse, une jeune femme riche, belle, gentille, mystérieuse mais aussi égoïste, manipulatrice, dominatrice et calculatrice. Il faut dire que Bijou attire tous les hommes et évidemment cela attire l'admiration voire parfois la jalousie des autres femmes. Ce roman conte ses aventures.

## Réception critique
Émile Faguet considère en 1902 que Bijou est « un des plus réfléchis, des plus concentrés et des mieux conduits » des romans de Gyp, qu'il est « excellent d'un bout à l'autre, presque sans aucune défaillance ». Il compare le personnage principal à un Bel-Ami en femme.
L'abbé Louis Bethléem, en 1905, décrit le personnage de Bijou comme une « coquette égoïste qui est aimée de tous et se joue de tous ».